# 〜夢のオーディションバラエティー〜Dreamer Z
『〜夢のオーディションバラエティー〜Dreamer Z』（ゆめのオーディションバラエティー ドリーマーゼット）は、2021年10月24日から2023年3月26日までテレビ東京系列で放送されていたオーディション番組、ドキュメンタリー番組である。司会は木梨憲武。

## 概要
テレビ東京では、かつて日曜21時台にモーニング娘。や鈴木あみ、CHEMISTRYを輩出したオーディション番組『ASAYAN』を放送していたが、本番組もその系譜を受け継ぐものとなっている。
いわゆるZ世代をターゲットとしており、LDH JAPANによるオーディション企画「iCON Z 〜Dreams For Children〜」を本番組内で放送していく。また、「弾き語りZオーディション」や「人生で一度くらいドラマの主役をやってみたい人オーディション」といったオーディション企画も行われることになっている。
2023年4月からは、『家、ついて行ってイイですか?』が当時間帯に移行する。

## 出演者
司会
- 木梨憲武（とんねるず）[2]
- 池谷実悠（テレビ東京アナウンサー）[6]

## オーディション

### iCON Z 〜Dreams For Children〜
新型コロナウイルスの感染拡大により「LDH PERFECT AUDITION」の開催を一旦中止していたLDHが、2021年4月2日に新たなオーディションを開催すると発表。同年7月16日に詳細が発表された。中学1年から25歳までの男女が対象で、募集部門はボーカル、ラップ、ダンスの3部門。1次審査は、約4万8000人が参加した。EXILE HIROが総合プロデューサー、EXILE AKIRA、EXILE SHOKICHIが男性部門のプロデューサー、三代目 J SOUL BROTHERSの登坂広臣が女性部門のプロデューサーを務めた。
男性部門のファイナリストは20名だったが、最終審査の1週間前にあたる2022年5月14日、iCON Zの公式サイトにて、オーディションの規約に反する行為があったという理由でファイナリストから外れたメンバーがいること、それに伴い最終審査に参加するのは19名となったことが発表された。この発表から1週間後の5月21日に日本武道館で男性部門の最終審査「iCON Z 2022 〜Dreams For Children〜」が行われた。
- 男性部門グランプリ
  - LIL LEAGUE
    - 岩城星那
    - 岡尾真虎
    - 中村竜大
    - 難波碧空
    - 百田隼麻[注 1]
    - 山田晃大
- 男性部門ファイナリスト
  - KIDMATIC[13]
    - 遠藤翼空[注 2]
    - 岡尾琥珀
    - 川口蒼真
    - 佐藤蒼虎
    - 佐藤峻乃介
    - 鈴木瑠偉
    - 中村碧
    - 百田隼麻[注 1]
    - 山本光汰

  - CROONERZ[14]
    - 石川晃多
    - 遠藤翼空[注 2]
    - ギレルメ マサユケ トマジ 西村
    - 沓野広翔
    - 夫松健介
    - マーク エイロン
- 男性部門第二章：デビューグループ[15]
  - KID PHENOMENON
    - 遠藤翼空
    - 岡尾琥珀
    - 川口蒼真
    - 佐藤峻乃介
    - 鈴木瑠偉
    - 夫松健介
    - 山本光汰

  - THE JET BOY BANGERZ
    - 石川晃多
    - 伊東弘之助
    - 宇原雄飛
    - 桑原巧光
    - 古嶋滝
    - 佐藤蒼虎
    - 佐藤陽
    - 田中彰
    - 中村碧
    - マーク エイロン

  - WOLF HOWL HARMONY
    - ギレルメ マサユケ トマジ 西村
    - 沓野広翔
    - 杉山亮司
    - 比嘉涼樹
- ガールズグループ部門：デビューグループ[16]
  - MOONCHILD
    - ANRI
    - UWA
    - RUAN
    - MIRANO
    - MINA
    - HANA
    - RIA

  - 特記すべき脱落者
    - RINO（IS:SUE）
    - KOKO（「No No Girls」ファイナリスト）
    - マイ（izna）

### TikTok弾き語りシンガードラマ主題歌オーディション
りりあ。、ローカルカンピオーネ、おしらが審査員、ハリセンボンの近藤春菜がゲストMCを務める。優勝者は、2022年4月期放送のテレビ東京系ドラマ『ソロ活女子のススメ2』の主題歌を担当する。
- 優勝者：Day and Night
- 特記すべき脱落者：imase

### 女優オーディション 人生で一度くらいドラマの主役やってみませんか?
合格者は、2022年7月期放送のテレビ東京系ドラマ『運命警察』の主演を務める。
- 合格者：江藤萌生
- 特記すべき不合格者（同ドラマにゲスト出演）
  - 加藤しおり（ファイナリスト、第7話）
  - 荒木まどか（セミファイナリスト、第5話）
  - 戸知理絵（セミファイナリスト、第5話）

### スケボー新世代スター発掘オーディション
ムラサキスポーツとのコラボレーション企画。オーディション・プロデューサーでプロスケートボーダーの戸枝義明と、同じく池田大亮が審査員を務める。
- 優勝者：石川祐作[21]

優勝者の石川には特典として、2023年2月にアメリカ・ロサンゼルスで同社が企画するスケボービデオ撮影ツアーを10日間に渡り敢行。ツアー同行者は戸枝・池田の他に、東京オリンピック スケートボード男子ストリート初代金メダリストの堀米雄斗なども参加した。

## ネット局と放送時間
| 放送対象地域   | 放送局                | 系列           | 放送時間                     | 遅れ       |
| -------------- | --------------------- | -------------- | ---------------------------- | ---------- |
| 関東広域圏     | テレビ東京（TX）      | テレビ東京系列 | 日曜 21:00 - 21:54           | 制作局     |
| 北海道         | テレビ北海道（TVh）   | テレビ東京系列 | 日曜 21:00 - 21:54           | 同時ネット |
| 愛知県         | テレビ愛知（TVA）     | テレビ東京系列 | 日曜 21:00 - 21:54           | 同時ネット |
| 大阪府         | テレビ大阪（TVO）     | テレビ東京系列 | 日曜 21:00 - 21:54           | 同時ネット |
| 岡山県・香川県 | テレビせとうち（TSC） | テレビ東京系列 | 日曜 21:00 - 21:54           | 同時ネット |
| 福岡県         | TVQ九州放送（TVQ）    | テレビ東京系列 | 日曜 21:00 - 21:54           | 同時ネット |
| 滋賀県         | びわ湖放送（BBC）     | 独立局         | 日曜 21:00 - 21:54           | 同時ネット |
| 奈良県         | 奈良テレビ（TVN）     | 独立局         | 日曜 21:00 - 21:54           | 同時ネット |
| 和歌山県       | テレビ和歌山（WTV）   | 独立局         | 日曜 21:00 - 21:54           | 同時ネット |
| 岩手県         | 岩手朝日テレビ（IAT） | テレビ朝日系列 | 月曜 1:25 - 2:20（日曜深夜） | 遅れネット |
| 富山県         | 富山テレビ（BBT）     | フジテレビ系列 | 水曜 0:25 - 1:25（火曜深夜） | 遅れネット |
| 石川県         | 石川テレビ（ITC）     | フジテレビ系列 | 土曜 1:00 - 1:57（金曜深夜） | 遅れネット |
| 長崎県         | 長崎文化放送（ncc）   | テレビ朝日系列 | 月曜 0:25 - 1:20（日曜深夜） | 遅れネット |

### 過去のネット局
- 広島ホームテレビ（HOME・テレビ朝日系列） - 日曜 13:55 - 14:55に放送されていたが、2022年3月打ち切り。
- あいテレビ（itv・TBS系列） - 土曜 15:00 - 15:54に放送されていたが、打ち切り。
- 静岡第一テレビ（SDT・日本テレビ系列） - 土曜 1:59 - 2:54（金曜深夜）に放送されていたが、2022年9月打ち切り。
- テレビくまもと（TKU・フジテレビ系列） - 木曜 1:25 - 2:25（水曜深夜）に放送されていたが、2022年9月打ち切り。
- テレビ宮崎（UMK・フジテレビ系列・日本テレビ系列・テレビ朝日系列） - 日曜 0:55 - 1:50（土曜深夜）に放送されていたが、2022年9月打ち切り。
- 沖縄テレビ（OTV・フジテレビ系列） - 木曜 0:30 - 1:30（水曜深夜）に放送されていたが、2022年9月打ち切り。

※独立局では、同時ネットで放送されているが、あくまで番販ネットのため、自主編成で臨時非ネットもしくは遅れネットになることがある。
- 2022年10月2日分は、『世界卓球2022』の試合中継延長により、70分遅れの22:10 - 23:04に放送[22]。

## 関連番組
『Dreamer 乙』（ドリーマーおつ）は、テレビ東京で2021年10月12日から2022年9月27日まで放送されていたテレビ番組、〜夢のオーディションバラエティー〜Dreamer Zの関連番組。LDH JAPANオーディション『iCON Z』の応援番組。

### 出演者
MC
- 小森隼（GENERATIONS from EXILE TRIBE）[6]
- 陣（THE RAMPAGE from EXILE TRIBE）[6]

ナレーション
- 岩谷翔吾（THE RAMPAGE from EXILE TRIBE）

### ネット局と放送時間
| 放送対象地域   | 放送局                | 系列           | 放送時間                     | 遅れ       |
| -------------- | --------------------- | -------------- | ---------------------------- | ---------- |
| 関東広域圏     | テレビ東京（TX）      | テレビ東京系列 | 火曜 0:30 - 1:00（月曜深夜） | 制作局     |
| 愛知県         | テレビ愛知（TVA）     | テレビ東京系列 | 火曜 0:30 - 1:00（月曜深夜） | 同時ネット |
| 岡山県・香川県 | テレビせとうち（TSC） | テレビ東京系列 | 火曜 0:30 - 1:00（月曜深夜） | 同時ネット |

| テレビ東京 火曜0:30 - 1:00枠（月曜深夜）                                                                     | テレビ東京 火曜0:30 - 1:00枠（月曜深夜）      | テレビ東京 火曜0:30 - 1:00枠（月曜深夜）     |
| 前番組 | 番組名                                        | 次番組                                       |
| --- | --------------------------------------------- | -------------------------------------------- |
| 巨大企業の日本改革3.0「生きづらいです2021」 〜大きな会社と大きな会社とテレ東と〜 （2021年3月30日 - 9月14日） | Dreamer 乙 （2021年10月12日 - 2022年9月27日） | ドラスティックマンデー （2022年10月18日 - ） |

## スタッフ

### 〜夢のオーディションバラエティー〜Dreamer Z
- ロゴデザイン：木梨憲武
- ナレーター：鈴村健一
- 構成：竹越陵、佐々木貴博
- ＜ロケ技術＞
  - 技術プロデューサー：西徹
  - CAM：松本良、遠藤幸太、浦谷清顕、伊藤加菜子、岩堀克巳、森山弘喜、内田喬、吉田誠、葛原圭人、石井健一、堂本昌宏、渡邉（辺）勝重、黒川佳輔、藤枝孝幸、松崎大、花田弦、岡本亮、二宮貴司、君野史幸、野崎克幸、中園智貴、安藤広敏、西尾慎吾、竹内卓彌、対馬弘美、伊藤僚太郎、井上裕太、金晃成、小寺安貴、岡田秀徳、向理史【週替り】
  - VE：伊奈勇人、美斉（斎）津友洋、藤村宗信、西田敬、河合正樹、白川淳、今西善助、本間宏海、遠藤美樹、田代健、野澤勝一、姫井信二、高橋一三、天野正洸、佐久間敏美、重松敦、鈴木卓也、藤田秀成、深見竜士、堂坂武史、小川雄佑、齋藤太亮、池之内陸、後藤恵大、金起煥、松澤拳太朗、奥村敬一、深見竜士【週替り】
- ＜スタジオ技術＞
  - TD：近藤剛史（テレビ東京）【週替り】
  - SW/CAM：髙橋瑠平（テレビ東京）【週替り、回によって異なる】
  - TD/CAM：吉田健吾（テレビ東京）【週替り、回によって異なる】
  - CAM：大八木滋（テクノマックス）【週替り】
  - CAM/VE：宮澤真子【週替り、回によって異なる】
  - VE：中野鉄平（テレビ東京）、森隆太（テクノマックス）【週替り】
  - PA：TWOMlX、飯塚友紀（TWO・飯塚→一時離脱→復帰）、TACT【不定期】
  - MIXER：湯面由香里（テレビ東京）、本田宏文、永久保仁志【週替り】
  - 照明：和氣義幸、長治憲明【週替り】
- ＜美術＞
  - 美術プロデューサー：本橋智子
  - 美術デザイン：篠田幸実
  - 美術進行：古川大視
  - 大道具：下地良介
  - 小道具：赤石美菜子
  - アクリル装飾：是安弘樹
  - 電飾：中山昭
  - スタイリスト：大久保篤志、野口強
  - メイク：北一騎、MAX、山田かつら ほか
  - 美術協力：テレビ東京アート
- EED：沼田葉子【毎週】、水津太盛、多田兼悟、後藤勝利、奥河内晋作、鈴木大助、渡邊遼、蜂谷幸平、齋藤沙矢香、恩田美穂、村田禪、青木秀幸、山田杏菜、高羽英揮、白取大、市川達也、岩澤柾憲、美濃部ゆきの、納戸正明、本吉拓也、鈴木教文、足立淳、小林明日美、小原洋一、棚橋雄太郎、金子和史、渡邊寛樹、角田聡、吉田愛、屋ヶ田奏江、副嶋大悟、川合信吾、武大貴、和津田祐樹、檜山勉、森川隆孝、森田優子、高木晋倫、伊藤英二、柑川敦政、重田祐作【週替り】
- MA：赤津英彰、岩佐早紀子（共に以前は週替り）
- 音響効果：樋口謙
- 技術協力：IMAGICA Lab.
- 協力：ゲッティ
- ビジュアルデザイン：福島由希、鵜飼琳（共に2022年3月-）
- デスク：改發みなみ（テレビ東京）
- 宣伝：前田有花・山本真己（以上テレビ東京）
- AD：小山佳祐、堀内紀江、福新あすみ、野口莉央奈、金田優輝、新井一成
- AP：吉田早霧（テレビ東京）、福田萌真
- ディレクター：齋藤恵介・村田知佳（以上テレビ東京、齋藤→以前はFD、村田→一時離脱→復帰）、中村龍幸、大沼宏行（大沼→一時離脱→復帰）、木村麻衣子、橋本麻未、高橋渉（高橋→以前はAD）、池田勇太
- 演出：宮岡義徳・野溝友也・成田友彦・宇都浩一郎（以上テレビマンユニオン）
- プロデューサー：岩尾庄一郎・三宅優樹（以上テレビ東京）、関根聖一郎・藤田慎一・嶺村友江・千葉昭人（以上テレビマンユニオン）
- チーフプロデューサー：星俊一（テレビ東京、以前はプロデューサー）
- 総合演出：鈴木おさむ
- エグゼクティブプロデューサー：伊藤隆行（テレビ東京、以前はチーフプロデューサー）
- 企画協力：LDH JAPAN、コッカ（コッカ→※クレジット表記無し）
- 制作協力：テレビマンユニオン
- 製作著作：テレビ東京

### 過去のスタッフ（〜夢のオーディションバラエティー〜Dreamer Z）
- モノローグ・脚本：稜一朗（2022年3月-）
- PA：鈴木紀浩（TACT）、小澤皓哉
- 小道具：テレフィット
- 宣伝：林拓真（テレビ東京）
- AD：比嘉友巳佳、清水あこ、大越達也、宮本愛里、堀尚行、二階堂茜、川崎幸洋、谷郷友康、岸本菜央
- AP：木村那帆、米田みずき（米田→以前はAD）
- ディレクター：長瀬雅和（テレビ東京）、中村市子、葛谷朱美、寺田昂平、梶浦裕人、椎葉百合子、渡辺裕太、奥田円
- 演出：渡邊麗（テレビ東京）
- プロデューサー：穂苅雄太（テレビ東京）

### Dreamer 乙
- ナレーター：岩谷翔吾（THE RAMPAGE）
- 構成：竹越陸、佐々木貴博
- 技術プロデューサー：西徹
- 撮影：市川元樹、花田弦、黒川佳輔、伊藤僚（遼）太郎、藤枝孝幸、二宮貴司、西尾慎吾、松崎大、安藤広敏【週替り】
- VE：佐久間敏美、伊奈勇人、田代健、深見竜士、美斉津友洋【週替り】
- 美術進行：古川大視
- 美術デザイン：篠田幸実
- スタイリスト：吉田ケイスケ
- ヘアメイク：寺本剛、あき、米持冬花、大貫希代美、谷川一志、竹島健二、垂水えれな【週替り】
- EED：金子将太、中村聖、相馬貴志、木元雄太、千葉雄斗【週替り】
- MA：元木綾美、藤井光洋【週替り】
- 音響効果：加島尚樹、石塚直也
- 協力：林賢宏（LDH JAPAN）、吉田朋哉（LDH JAPAN）
- デスク：改發みなみ（テレビ東京）
- 宣伝：前田有花・山本真己・国川恭子（以上テレビ東京、前田・山本→一時離脱→復帰）
- AD：比嘉友巳佳、谷郷友康
- AP：吉田早霧（テレビ東京）、福田萌真、米田みづ（ず）き（米田→以前はAD）
- ディレクター：梶浦裕人、中村龍幸
- プロデューサー：岩尾庄一郎・三宅優樹（以上テレビ東京）、関根聖一郎・藤田慎一（以上テレビマンユニオン）
- チーフプロデューサー：星俊一（テレビ東京、以前はプロデューサー）
- 総合演出：鈴木おさむ
- ゼネラルプロデューサー：伊藤隆行（テレビ東京、以前はチーフプロデューサー）
- 制作協力：テレビマンユニオン
- 製作著作：テレビ東京

### 過去のスタッフ（Dreamer 乙）
- 音響効果：樋口謙
- 宣伝：林拓真・蓮池由美子（以上テレビ東京）
- AD：寺田昂平、宮本愛里、堀内紀江、大越達也
- AP：木村那帆
- ディレクター：宮岡義徳
- プロデューサー：穂苅雄太（テレビ東京）